# Viola da gamba

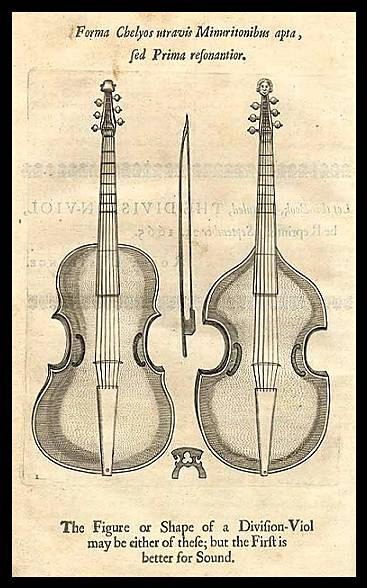
Violas da gamba del tipo division viol. Ilustración del libro The Division-Viol de Christopher Simpson (edición bilingüe de 1665).

La viola da gamba (pronunciación en italiano: /ˈvjɔːla da ˈɡamba/) es un instrumento musical perteneciente a la familia de los cordófonos de arco, provisto de trastes. Fue muy utilizado en Europa entre finales del siglo XV y las últimas décadas del siglo XVIII. El modelo más extendido tiene seis cuerdas afinadas por cuartas (con una tercera mayor entre las centrales), un aspecto similar al del violonchelo, una extensión de Re a re y es tañido tomando el arco palma arriba. Al intérprete se le conoce como «violagambista».

## Nombre
Su denominación, de origen italiano, significa «viola de pierna». Se opone así a la de la viola convencional, llamada da braccio («de brazo»), y a la de la viola de mano, pulsada; y se debe a la forma de ser asida por el músico, entre sus piernas. Aunque actualmente se ha impuesto la expresión «viola da gamba» en los países hispanohablantes, el instrumento ha sido denominado en castellano de otras muchas formas a lo largo de su historia, tales como «vihuela de arco» (Cerone, 1613), «vigüela de arco» (Covarrubias, 1611) o «violón» (Ortiz, 1553). En francés es llamada viole; en inglés, viol; y en alemán, gambe.

## Características
Existe una gran variedad de modelos históricos de viola da gamba; no obstante, podemos señalar una serie de características constructivas típicas que suelen coincidir en la mayor parte de ellos:
1. Diapasón curvo y con siete trastes.
2. Caja con hombros caídos y fondo plano, con talud hacia el mango.
3. Tabla armónica tallada.
4. Escotaduras pronunciadas.
5. Oídos en forma de C.
6. Puente curvo.
7. Cuerdas de tripa (las más graves entorchadas con metal), en número entre cinco y siete.
8. Afinación por cuartas con una tercera mayor intercalada.
9. Clavijero tallado con motivos figurativos.

De modo análogo las formas de tañer el instrumento suelen coincidir en:
1. Sujetar el instrumento entre las piernas, incluso los de menor tamaño (con la única excepción de las violas de muy gran tamaño, apoyadas en el suelo) y sostenerlo verticalmente, con ligera inclinación del mango hacia la izquierda del músico.
2. Tomar el arco palma arriba teniendo algún dedo en contacto directo con las cerdas, técnica similar a la tradicional en los instrumentos de cuerda folclóricos.

## Tipos y afinaciones

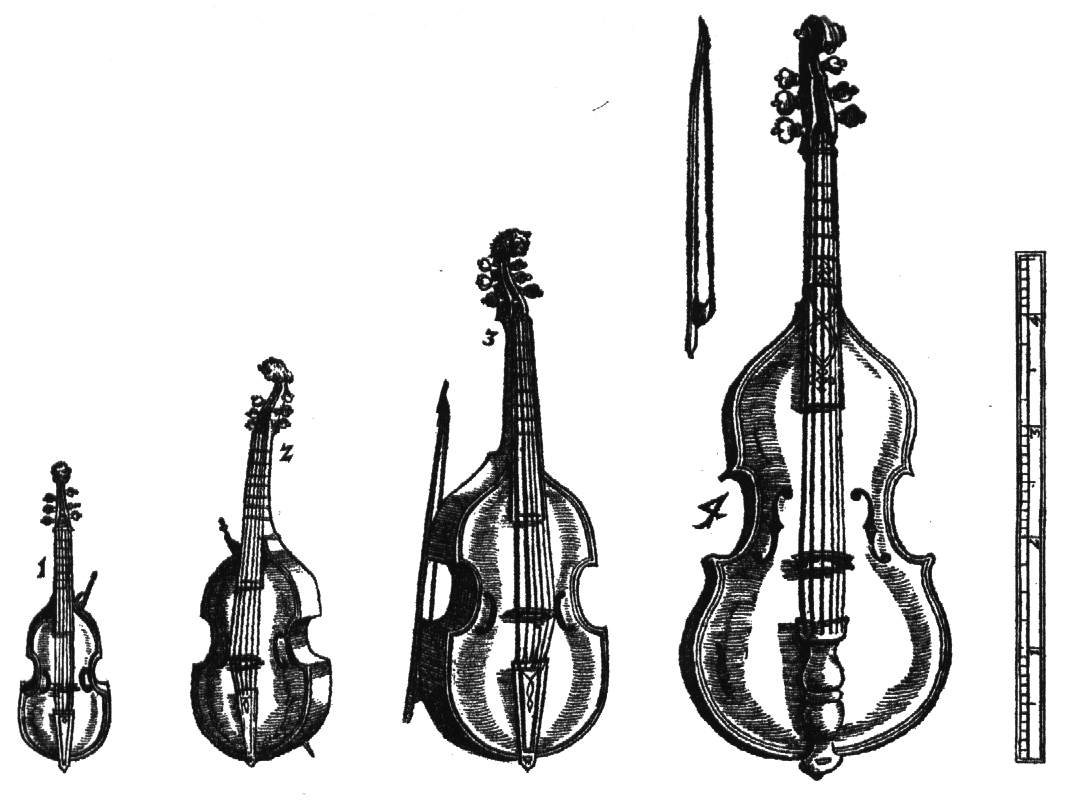
La familia de la viola da gamba, en una ilustración del Syntagma Musicum (1614-1619), de Michael Praetorius.

En cuanto al tamaño y, consecuentemente, la tesitura, las violas da gamba constituyen una amplia familia. Las tallas más en uso son las de soprano, tenor y, sobre todo, bajo, pero existe una gran variedad de modelos. De menor a mayor, se conocen:
- El quinton francés, instrumento de afinación mixta entre el violín y el pardessus de viole: sol-re'-la'-re"-sol".
- El pardessus de viole francés, afinado sol-do'-fa'-la'-re"-sol".
- La viola soprano, afinada re-sol-do'-mi'-la'-re".
- La viola alto, raramente usada, afinada La-re-sol-si-mi'-la'.
- La viola tenor, de afinación idéntica a la del laúd renacentista en sol: Sol-do-fa-la-re'-sol'.
- La lyra viol, modelo inglés del siglo XVII de tamaño algo mayor que la viola tenor y al que se aplicaban diversas afinaciones para interpretar música de tablatura.
- La division viol, instrumento inglés descrito entre otros por Christopher Simpson (Simpson, 1659), de afinación semejante a la de la viola bajo pero de menor tamaño, apropiada para el uso solístico.
- La viola bastarda, denominación italiana que podría identificarse con la division viol.
- La viola bajo, afinada Re-Sol-do-mi-la-re'. Es, con diferencia, el modelo más usado de la familia, desde Diego Ortiz (siglo XVI) hasta Abel (siglo XVIII), y es hoy el modelo básico en la enseñanza reglada del instrumento. Sainte-Colombe impuso en la Francia del siglo XVII una variante de siete cuerdas, al añadirle una cuerda más grave (La,). Por el agudo su extensión en el repertorio suele llegar al re".
- El violone en Sol, afinado Sol,-Do-Fa-La-re-sol.
- El violone en Re, afinado Re,-Sol,-Do-Mi-la-re.

No obstante, en todo momento ha habido un gran número de afinaciones alternativas recogidas en tratados históricos: así, por ejemplo, en la Francia del XVI las violas solían tocarse en conjuntos formados por instrumentos de cinco cuerdas afinados enteramente por cuartas, al igual que ocurre con muchos violones posteriores. Hay que advertir también de la notable confusión de términos entre lyra viol, division viol y viola bastarda.
Actualmente se investiga en la producción de nuevos modelos de viola da gamba, algunos de ellos eléctricos.

## Historia

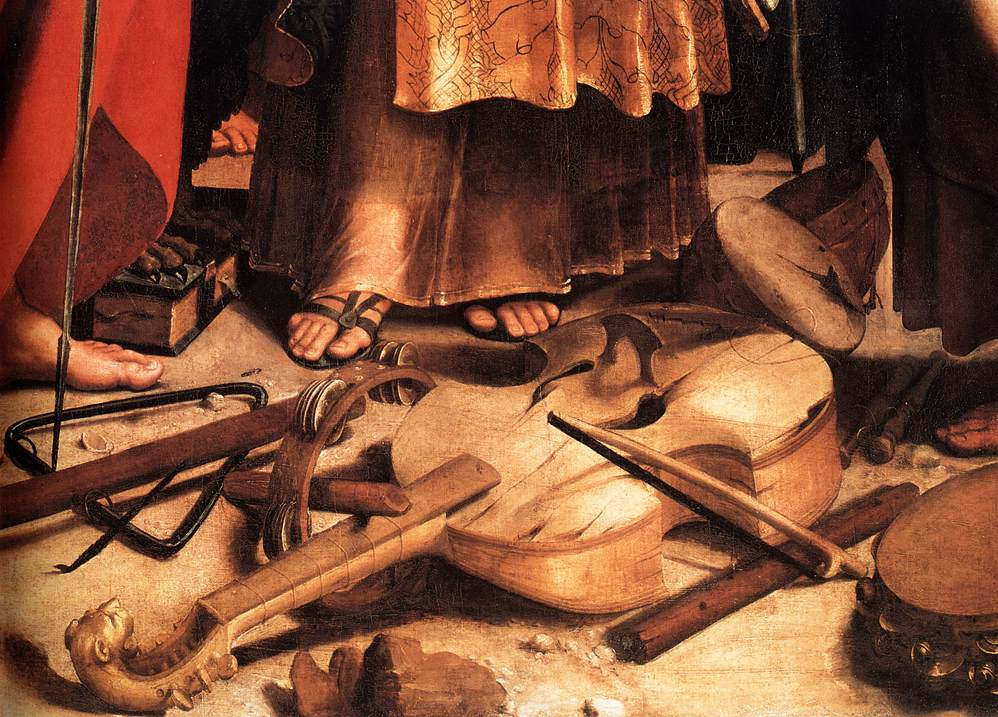
Viola da gamba tenor, detalle de Éxtasis de Santa Cecilia de Rafael Sanzio, ca. 1514.

### Origen
Ya en la Edad Media existen representaciones de instrumentos de cuerda, como vihuelas de arco y rabeles, que son tañidos con arco y sujetos entre las piernas de los músicos. Hay que esperar a fines del siglo XV para registrar los primeros instrumentos con las características propias de la viola da gamba, tales como el diapasón con trastes y las escotaduras. Abundantes testimonios iconográficos de ca. 1500 sustentan la hipótesis de que este instrumento fue creado en los dominios de la Corona de Aragón (Reino de Valencia, Baleares, Cerdeña, sur de Italia) como evolución de la vihuela de mano, al ser tañida esta con arco siguiendo la técnica morisca del rabel, aún entonces muy extendido en Valencia (Woodfield, 1984; Andrés, 1995). Muy pronto se recogen testimonios escritos de la presencia del instrumento en Roma y en la corte hispana de Isabel la Católica, y ca. 1514 es representado por Rafael Sanzio en su Éxtasis de Santa Cecilia. En ese momento han sido ya desarrollados modelos de diversos tamaños y el instrumento se expande rápidamente por toda España, Italia, Alemania, Francia e Inglaterra.

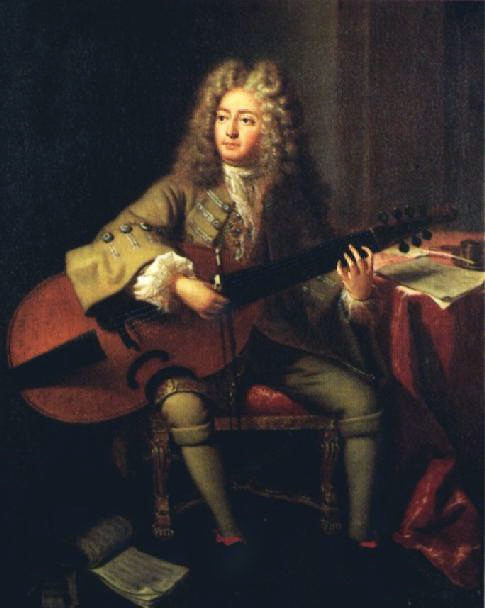
Retrato del violagambista Marin Marais, por André Bouys, 1704.

### Desarrollo
El repertorio específico para viola da gamba se crea consecutivamente en los países que se situaron a la vanguardia del instrumento; así, los principales autores del XVI publican en Italia: Silvestro Ganassi (Ganassi, 1542 y 1543), Ortiz y más tarde Rognoni, con el que ya a principios del XVII el repertorio de disminuciones para viola bastarda alcanza una muy notable dificultad, lleno de grandes saltos, agilidades y pasajes en tesituras extremas.
Emigrado el italiano Alfonso Ferrabosco a Inglaterra, la obra de su hijo homónimo da inicio a la prolífica escuela inglesa: durante el siglo XVII se produce una gran floración del repertorio para consort con autores como John Dowland (Lachrimae or Seven Teares, 1604), Gibbons, Coprario, Lawes y, finalmente, las Fantasías de Henry Purcell. Simultáneamente se desarrolla allí el repertorio de variaciones sobre grounds para division viol (Simpson, Poole, Jenkins) y el de piezas para lyra viol (Ferrabosco hijo, Hume, Sumarte, Corkine), difundido mediante manuscritos en tablatura para uso doméstico.
La visita de Maugars a Inglaterra origina la escuela francesa de los siglos XVII y XVIII, que llevaría al instrumento a su máximo desarrollo solístico gracias a Hotman, Sainte-Colombe, Marin Marais y los Forqueray. El repertorio francés se organizaba habitualmente en forma de suites para viola da gamba bajo (de siete cuerdas) y bajo continuo. Si los cinco libros publicados por Marin Marais han alcanzado el mayor prestigio musical, el instrumento llegó a su máximo grado histórico de dificultad técnica y riqueza de recursos en las piezas de Antoine Forqueray, publicadas por su hijo Jean-Baptiste Antoine en París (1747).
Es también en el siglo XVIII cuando trabajan en Alemania sus principales virtuosos (como el neerlandés Johannes Schenck y los Abel), escribiendo para la viola da gamba autores de primera línea como Buxtehude y Telemann. Johann Sebastian Bach creó para Christian Ferdinand Abel sus tres Sonatas para viola da gamba y clave obligado (en Sol mayor, en Re mayor y en Sol menor, respectivamente BWV 1027, 1028 y 1029), y utilizó igualmente la viola da gamba bajo en varias intervenciones en las Pasiones según San Juan y San Mateo. Carl Friedrich Abel, hijo de Christian Ferdinand, es considerado el último gran violagambista de la época histórica, alcanzando legendaria fama sus improvisaciones londinenses, recogidas en manuscritos de piezas para viola da gamba sola.

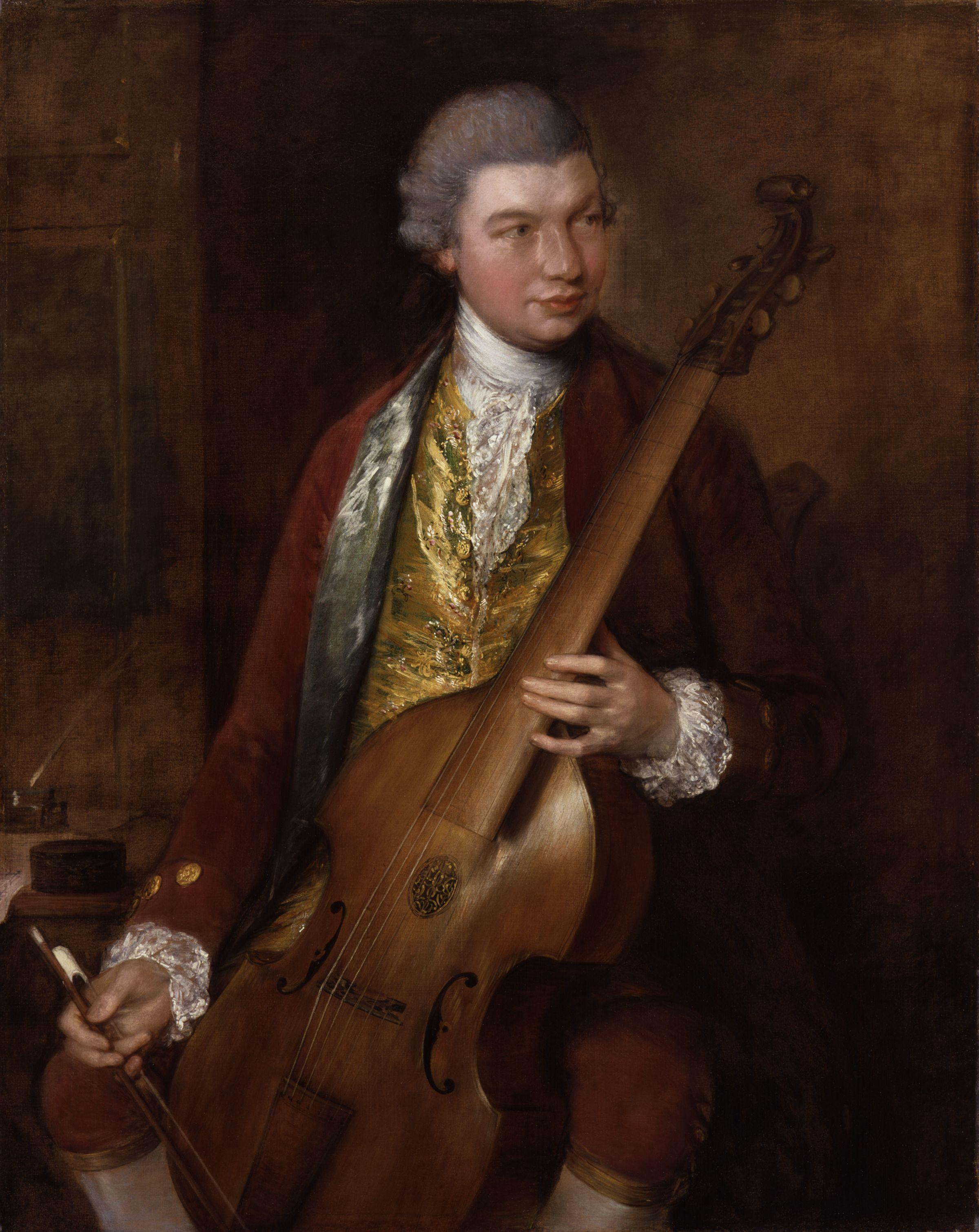
Carl Friedrich Abel retratado por su amigo Thomas Gainsborough, ca. 1765.

### Decadencia
Asociada al mundo aristocrático del Antiguo Régimen y carente del poderío sonoro de su rival el violonchelo, la viola da gamba fue perdiendo durante el siglo XVIII su posición predominante como instrumento principal entre los graves de cuerda. Pese a su reivindicación entre los franceses, por autores como Hubert Le Blanc (Le Blanc, 1740), como representante de su música frente a la invasión del gusto italiano, la viola da gamba prácticamente desapareció de la práctica musical en torno a 1800, tras una efímera resurrección encarnada en el baritón, una variante con cuerdas de resonancia añadidas.

### Recuperación

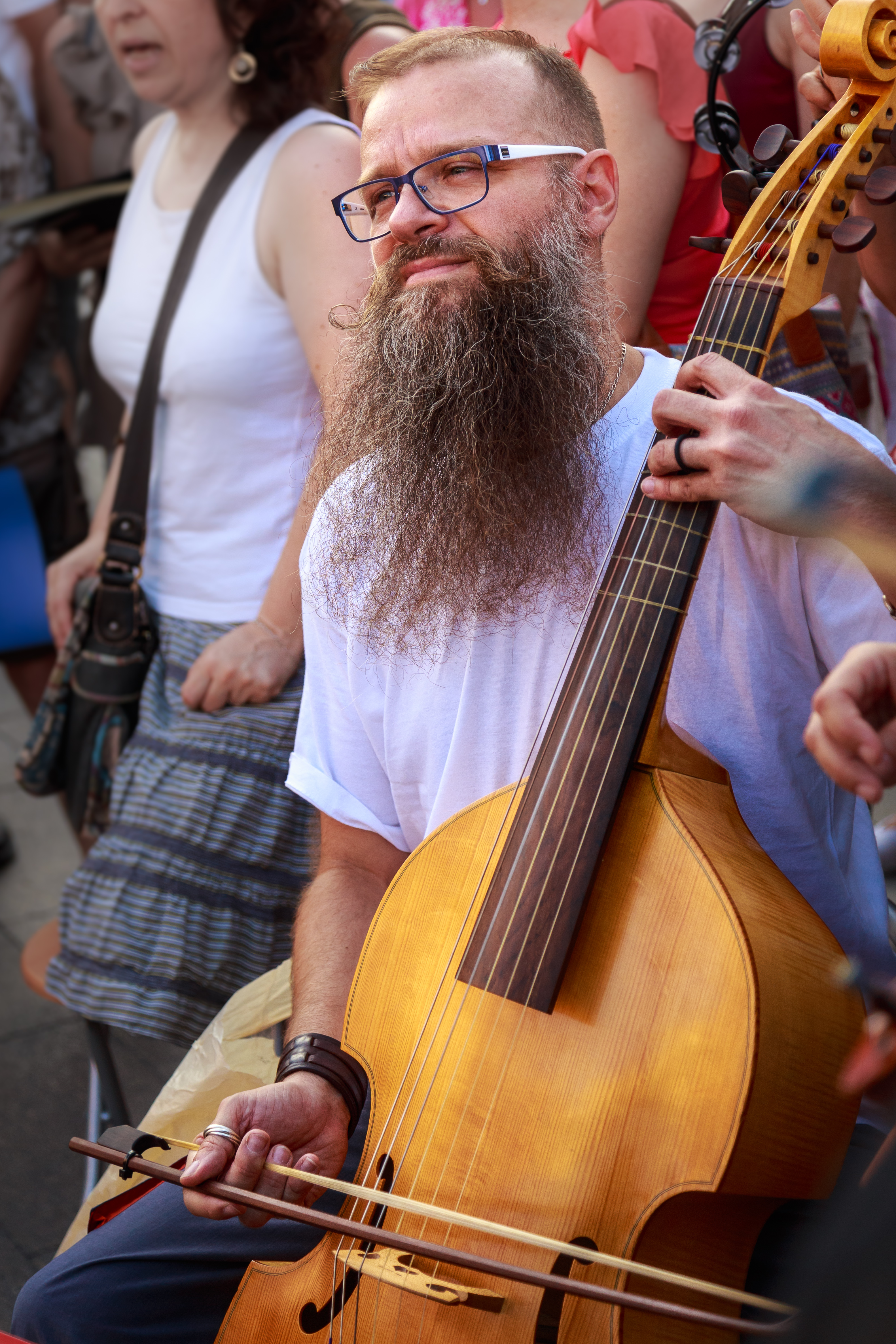
Un músico tocando la viola da gamba en la actualidad.

Durante la primera mitad del siglo XX los pioneros más destacados en la recuperación de la viola da gamba fueron la familia Dolmetsch (en concreto Arnold Dolmetsch) y August Wenzinger. Ya en la segunda mitad del siglo XX el instrumento recuperó su lugar en el mundo concertístico, siempre en el contexto de la llamada «interpretación históricamente documentada», movimiento de recuperación de la música antigua interpretada con criterios historicistas, con particular protagonismo de centros de enseñanza como la Schola Cantorum Basiliensis (Suiza) o los conservatorios neerlandeses. Entre los gambistas sobresalientes de esa segunda mitad del siglo XX cabe destacar a Wieland Kuijken, Jordi Savall, Vittorio Ghielmi y Paolo Pandolfo. A partir de los años ochenta el instrumento ha normalizado su presencia en la vida musical académica, pudiendo actualmente ser estudiado en todos los grados de enseñanza en la mayoría de los países europeos, como Francia, Gran Bretaña, Alemania, Italia y España.
Han surgido igualmente instituciones y asociaciones que fomentan la recuperación de la viola da gamba, como la Viola da Gamba Society, fundada en 1948 en Gran Bretaña, o la Orpheon Foundation, liderada por el profesor José Vázquez y que cuenta con una colección de más de cincuenta violas da gamba históricas en estado de uso. La popularidad del instrumento conoció un gran empuje gracias a la película Todas las mañanas del mundo, de Alain Corneau (1991), libremente basada en las vidas de Marin Marais y Monsieur de Sainte-Colombe, cuya banda sonora, dirigida por Jordi Savall, fue un enorme éxito de ventas.
En las últimas décadas del siglo XX y la primera del XXI la viola da gamba ha normalizado también su vida musical. Si bien su repertorio básico sigue siendo el histórico, diversos conjuntos y solistas han fomentado la composición de nuevas obras para el instrumento y para consort de violas, encargadas a autores como Ernst Reijseger, George Benjamin, Michael Nyman, Elvis Costello, John Tavener, Gavin Bryars, Ivan Moody o Barry Guy, entre otros muchos.

## Tratados históricos
Podemos encontrar representaciones e ilustraciones de violas da gamba en muchos tratados alemanes de inicios del siglo XVI, como:
- Sebastian Virdung: Musica getutsch, 1511.
- Hans Judenkunig: Ain schone kunstliche Vunderwaisung, 1523.
- Martin Agricola: Musica instrumentalis deutsch, 1528.
- Hans Gerle: Musica Teusch, 1532.

Además se escribirán en Italia en ese siglo varios tratados específicamente dedicados al instrumento: destacan los de Ganassi y el de Ortiz, que enseña a improvisar disminuciones bien a partir de las voces de un madrigal, o bien a partir de un basso ostinato (los llamados por él tenores italianos):
- Silvestro Ganassi: Regola rubertina, Venecia, 1542.
- Silvestro Ganassi: Lettione seconda, Venecia, 1543.
- Diego Ortiz: Tratado de glosas sobre cláusulas y otros géneros de puntos en la música de violones nuevamente puestos en luz, Roma, 1553.

A inicios del siglo XVII podemos encontrar valiosas informaciones sobre la viola da gamba en diversos tratados musicales generales europeos, como:
- Pietro Cerone: El Melopeo y Maestro. Tractado de musica theorica y pratica. Nápoles, 1613. Ed. facsímil por Franco Alberto Gallo, Bolonia, 1969.
- Michael Praetorius: De Organographia. Wolfenbüttel, 1619. Reed. en Neudruck, Kassel, 1929.
- Marin Mersenne: Harmonie Universelle, contenant La Théorie et la Pratique de la Musique. París, 1636. Ed. facsímil del Centre National de la Recherche Scientifique, París, 1965.
- Marin Mersenne: Harmonicorum Libri XII. París, 1648. Facsímil en Minkoff, Ginebra, 1972.

A mediados del siglo el inglés Simpson seguirá la tradición de las disminuciones, enseñando a improvisar (divisions) sobre los allí llamados grounds en su completo tratado, que abarca otros aspectos de la viola da gamba; le seguirá en Londres el tratado de Mace, parte del cual se dedica a la viola:
- Christopher Simpson: The Division-Viol or The Art of Playing Ex Tempore Upon a Ground. Londres, 1659 (ed. en inglés) y 1665 (ed. bilingüe anglolatina). Facsímil en J. Curwen & Sons, Londres, 1955.
- Thomas Mace: Musick’s Monument. London 1676. Facsímil del Centre National de la Recherche Scientifique. París, 1966.

A finales de este siglo los principales tratados de viola da gamba serán escritos en Francia:
- Mr. Demachy: Pièces de Violle, en musique et en tablature. París, 1685. Facsímil en Minkoff, Ginebra,1973.
- Le Sieur Danoville: L’Art de toucher le dessus et le basse de violle. París, 1687. Facsímil en Minkoff, Ginebra,1972.
- Jean Rousseau: Traité de la viole. París, 1687. Facsímil en Minkoff, Ginebra, 1975.
- Etienne Loulié: Methode pour apprendre a jouer la violle (ca. 1700). París, Bibliothèque Nationale. Facsímil en Fuzeau, 1997 (Lescat y Saint-Arroman: Viole de Gambe..., pp. 61-81).

Ya en el XVIII hallamos importantes aportaciones en Corrette, además de en el citado Le Blanc:
- Michel Corrette: Méthode pour apprendre facilement à jouer du pardessus de viole à 5 et à 6 cordes avec des leçons a I. et II. parties. París, 1738. Facsímil en Minkoff, Ginebra,1983.
- Hubert Le Blanc: Défense de la basse de viole contre les entreprises du violon et les prétensions du violoncelle. Ámsterdam, 1740. Eds. facsímiles en Minkoff, Ginebra, 1975 (ISBN 2-8266-0615-8) y Karel Lelieveld, La Haya, 1983.
- Michel Corrette: Méthodes pour apprendre à jouer de la contre-basse à 3, à 4 et à 5 cordes, de la quinte ou Alto et de la viole d’Orphée, Nouvel instrument ajousté sur l’ancienne viole. París, 1781. Facsímil en Minkoff, Ginebra,1977.